# Stade Raoul-Montbrand
Le stade Raoul-Montbrand est un stade dédié principalement au rugby situé à Pantin (Seine-Saint-Denis). 

## Histoire

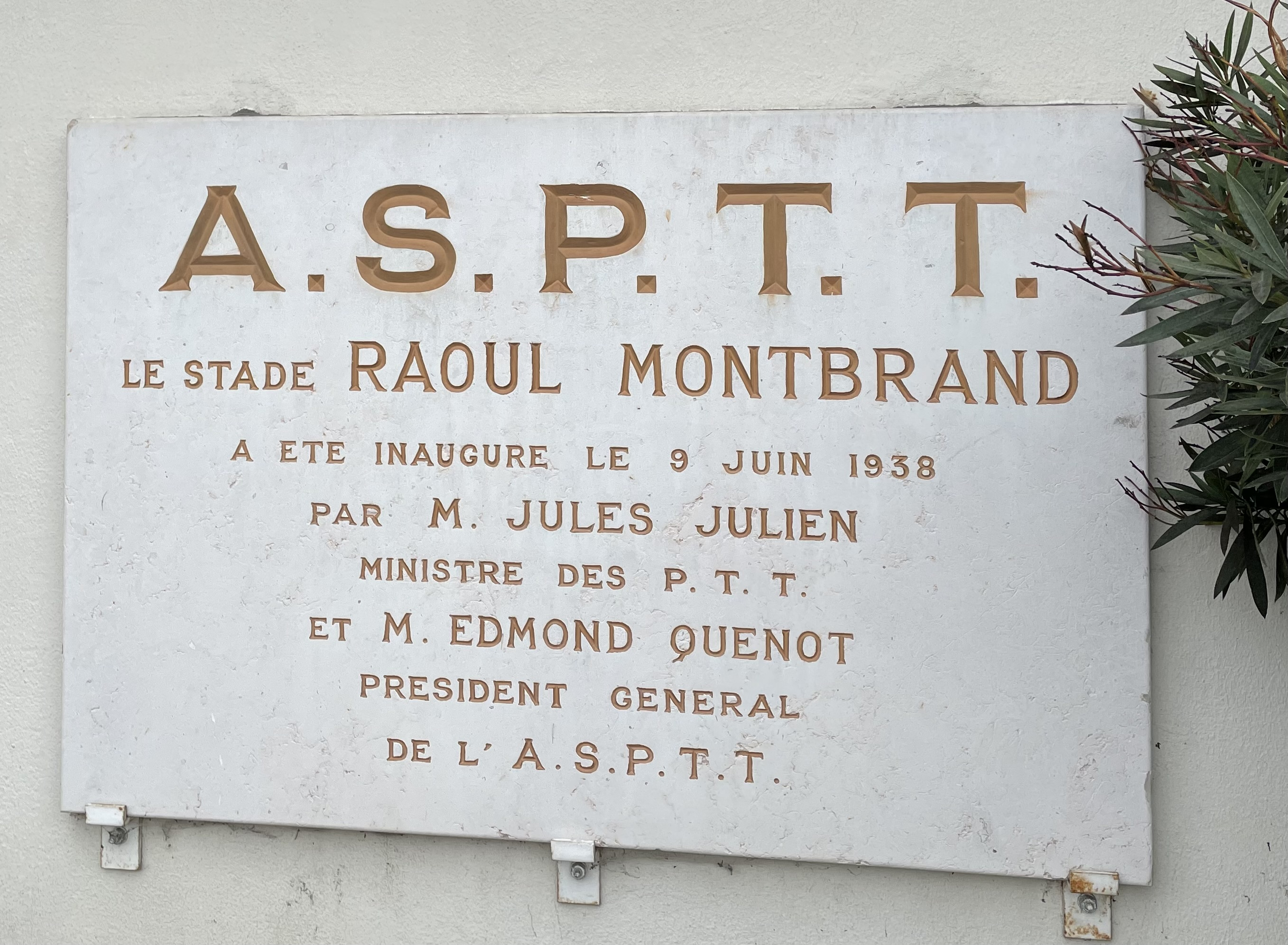
Plaque inaugurale.

Raoul Montbrand (né le 21 novembre 1876 à Château-Ville-Vieille (Hautes-Alpes) et mort le 28 juin 1916) est un militant de l’Association générale des agents des PTT. Révoqué pendant la grève des PTT de 1909, il est réintégré en 1911. Engagé volontaire le 23 octobre 1915 comme caporal au 275e régiment de ligne, il passe sergent au 261e régiment d’infanterie. Il est gravement blessé par un éclat d’obus et meurt le 28 juin 1916.
Son nom est donné au stade construit à Pantin le long de la route nationale 2. L'inauguration a lieu le 9 juin 1938 en présence du ministre des PTT Jules Julien et du président général de l'ASPTT Edmond Quenot. Le stade est géré jusqu'en 2017 par l'ASPTT de Paris, qui accueille notamment des compétitions de rugby, mais abrite aussi des courts de tennis où Gaël Monfils fit ses débuts.
Propriété du Département de la Seine-Saint-Denis, le site doit accueillir une académie départementale de rugby en lien avec la Fédération française de rugby. En juin 2023, le Département, la FFR et le groupe NGE signent un accord de convention d'occupation du domaine public permettant le lancement des travaux avec deux terrains (en plus du terrain existant utilisé par le comité départemental), une tribune de 642 places pour le terrain d'honneur, ainsi que d'un internat et des locaux d’enseignement pour l'Académie fédérale qui accueillera à partir de 2026 les meilleurs jeunes joueuses et joueurs (U16, U17 et U18) de Seine-Saint-Denis. En bordure de la route départemental, il est bâti un programme immobilier de 303 logements (94 logements libres intermédiaires, 78 chambres étudiantes PLS et 131 chambres étudiantes libres). La construction bordant l'avenue entraîne 36 abattages d'arbres, mais 108 nouveaux sujets sont prévus, portant le nombre total d’arbres à 270 sur tout le site, dont 151 à grand développement.

## Moyens d'accès
Le stade est desservi, par la ligne 7 du métro de Paris et par la ligne 1 du tramway d'Île-de-France par la station La Courneuve - 8 Mai 1945.